# Сеньоры и герцоги де Монморанси
Сеньория, затем герцогство Монморанси (фр. duché de Montmorency) — феодальное владение в Иль-де-Франсе с центром в городе Монморанси.

## История титула
Сеньорами были представители старшей линии рода Монморанси. В 1477 году владение перешло к Гийому де Монморанси, третьему сыну Жана II, лишившего наследства двух старших сыновей. Позднее глава старшей линии рода Жан II де Нивель сумел отсудить четвёртую часть сеньории, сохранявшуюся во владении его семьи до 1527 года, когда она была продана Анну де Монморанси, объединившему таким образом родовые владения.
В июле 1551 жалованной грамотой, данной в Нанте, Анн де Монморанси первым из французских дворян был возведен в ранг герцога, а Монморанси стало герцогством-пэрией, и было зарегистрировано в этом качестве парламентом и счетной палатой 4 августа.
Как пэр Франции коннетабль Монморанси представлял в 1559 году графа Шампани на коронации Франциска II. Он и его сыновья, герцоги Франсуа и Анри I, оспаривали у Лодовико Гонзаги, герцога Неверского, и его потомков старшинство в звании пэров.
Генрих IV в декабре 1596 издал в Руане распоряжение, по которому за герцогом Монморанси утверждалось старшинство с момента возведения баронии в ранг герцогства, несмотря на жалованные грамоты от августа и ноября 1581, которыми герцогство-пэрство Жуайёз получало старшинство непосредственно после принцев крови, а Эпернон непосредственно после принцев. При создании в 1597 герцогства-пэрии Бофор, его обладатель, Сезар де Вандом, получил старшинство перед всеми герцогами, кроме Монморанси.
После мятежа герцога Анри II де Монморанси его владения указом от 23 августа 1632, зарегистрированным Тулузским парламентом 1 сентября, отходили к короне, а герцогство ликвидировалось, но в следующем году, после казни мятежника кардиналом Ришельё большая часть земель была передана сёстрам Монморанси. Людовик XIII в марте 1633 жалованной грамотой, данной в Париже, и зарегистрированной парламентом и счетной палатой 9-го и 11-го марта, вновь возвел Монморанси в ранг герцогства-пэрии для Шарлотты-Маргариты де Монморанси и её мужа Анри II де Бурбон-Конде. Принцы Конде в 1689 году сменили название герцогского титула с Монморанси на Энгиен, чтобы узаконить куртуазный титул герцога Энгиенского, который с 1566 года носили их старшие сыновья. Город Монморанси также получил официальное название Энгиен.

Герб Тибо де Монморанси

Герб Матье I де Монморанси

Герб старшей линии рода, принятый Матье II де Монморанси

Герб дома Конде

Соответственно, герцогство Бофор, купленное годом ранее Шарлем-Франсуа-Фредериком I де Монморанси-Люксембургом из линии Монморанси-Бутвиль, было переименовано в герцогство Монморанси. Герцоги этой линии в литературе именуются де Бофор, или де Бофор-Монморанси.
Титул герцогов Энгиенских был упразднен с пресечением рода Бурбон-Конде в 1830 году. В 1832 году город Монморанси вернул себе первоначальное название.

## Сеньоры де Монморанси
- ? — 1008/1012 — Бушар II де Монморанси (ум. 1008/1012)
- до 1012 — после 1031 — Бушар III де Монморанси (ум. после 1031)
- после 1031 — после 1086 — Тибо де Монморанси (ум. после 1086)
- после 1086 — ок. 1096 — Эрве де Монморанси (ум. ок. 1096)
- ок. 1096 — после 1124 — Бушар IV де Монморанси (ум. после 1124)
- после 1124 — 1160 — Матье I де Монморанси (ум. 1160)
- 1160 — 1189 — Бушар V де Монморанси (ум. 1189)
- 1189 — 1230 — Матье II де Монморанси (ум. 1230)
- 1230 — 1243 — Бушар VI де Монморанси (ум. 1243)
- 1243 — 1270 — Матье III де Монморанси (ум. 1270)
- 1270 — 1305 — Матье IV де Монморанси (ум. 1305)
- 1305/1306 — Матье V де Монморанси (ум. 1305/1306)
- 1305/1306 — 1326 — Жан I де Монморанси (ум. 1326)
- 1326 — 1381 — Шарль I де Монморанси (ум. 1381)
- 1381 — 1414 — Жак де Монморанси (ок. 1370 — 1414)
- 1414 — 1477 — Жан II де Монморанси (ок. 1401 — 1477)
- 1477 — 1531 — Гийом де Монморанси (до 1454 — 1531)
- 1531 — 1551 — Анн де Монморанси (1492—1567)

## Герцоги де Монморанси, 1-я креация
- 1551 — 1567 — Анн де Монморанси (1492—1567)
- 1567 — 1579 — Франсуа де Монморанси (1530—1579)
- 1579 — 1614 — Анри I де Монморанси (1534—1614)
- 1614 — 1632 — Анри II де Монморанси (1595—1632)

## Герцоги де Монморанси, 2-я креация
- 1633 — 1650 — Шарлотта-Маргарита де Монморанси (1594—1650)
  - 1633 — 1646 — Анри II де Бурбон-Конде (1588—1646)
- 1646 — 1686 — Луи II де Бурбон-Конде (1621—1686)
- 1686 — 1689 — Анри-Жюль де Бурбон-Конде (1643—1709), с 1689 — герцог Энгиенский

## Сеньоры де Монморанси (X — XIII века)
```
Бушар I
 (ум. после 958), сеньор де Бре
X 
Ильдегарда N

│
├─> 
Бушар II
 (ум. 1008/1012), сеньор де Монморанси
│   X 
N
, дама де Шато-Бассет (ум. после 1009/1012)
│   │
│   ├─> 
Бушар III
 (ум. после 1031), сеньор де Монморанси
│   │   X 
N

│   │   │
│   │   ├─> 
Тибо
 (ум. после 1086), сеньор де Монморанси, 
коннетабль Франции

│   │   │
│   │   ├─> 
Эрве
 (ум. ок. 1096), сеньор де Монморанси
│   │   │   X 
Агнесa N

│   │   │   │
│   │   │   ├─> 
Бушар IV
 (ум. после 1124), сеньор де Монморанси       
│   │   │   │   X 1) (до 1086) 
Агнесa де Бомон
 (ум. до 1105), дама де Конфлан-Сент-Онорин
│   │   │   │   X 2) (до 1105) 
Агнесa де Понтуаз

│   │   │   │   X 3) (после 1114/1117) 
Аделиза де Клермон

│   │   │   │   │
│   │   │   │   ├1> 
Матье I
 (ум. 1160), сеньор де Монморанси, 
коннетабль Франции

│   │   │   │   │   X 1) (ок. 1126) 
Алисa Фиц-Рой
 (ум. после 1141)
│   │   │   │   │   X 2) (1141) 
Аделаида Савойская
 (ок. 1092 — 1154)
│   │   │   │   │   │
│   │   │   │   │   ├1> 
Анри
 (ум. до 1160)
│   │   │   │   │   │
│   │   │   │   │   ├1> 
Бушар V
 (ум. 1189), сеньор де Монморанси
│   │   │   │   │   │   X (1173): 
Лоретта де Эно
 (ум. 1181)
│   │   │   │   │   │   │
│   │   │   │   │   │   ├─> 
Матье II
 (ум. 1230), сеньор де Монморанси, 
коннетабль Франции
 ─> 
сеньоры де Монморанси

│   │   │   │   │   │   │
│   │   │   │   │   │   ├─> 
Ева

│   │   │   │   │   │   │
│   │   │   │   │   │   ├─> 
Тибо

│   │   │   │   │   │   │
│   │   │   │   │   │   └─> 
Алиса
 (ум. 1221)
│   │   │   │   │   │       X (ок. 1190) 
Симон IV де Монфор
 (ок. 1180 — 1218)
│   │   │   │   │   │
│   │   │   │   │   ├1> 
Тибо
 (ум. после 1189), сеньор де Марли
│   │   │   │   │   │
│   │   │   │   │   ├1> 
Эрве
 (ум. 1192), аббат Сен-Мартен де Монморанси
│   │   │   │   │   │
│   │   │   │   │   └1> 
Матье I де Марли
 (ум. 1204) ─> 
сеньоры де Марли

│   │   │   │   │
│   │   │   │   ├1> 
Тибо
 (ум. после 1147)
│   │   │   │   │
│   │   │   │   ├1> 
Аделина (Эльвида)

│   │   │   │   │   X 1) 
Ги
, сеньор де Гиз (ум. после 1124)
│   │   │   │   │   X 2) 
Генрих N

│   │   │   │   │
│   │   │   │   ├2> 
Эрме

│   │   │   │   │
│   │   │   │   ├3> 
Эрве
 (ум. после 1172), коннетабль Ирландии
│   │   │   │   │   X 
Неста Фиц-Джеральд

│   │   │   │   │
│   │   │   │   ├3> 
Гуго

│   │   │   │   │
│   │   │   │   └3> 
Ги

│   │   │   │
│   │   │   ├─> 
Жоффруа
 (ум. после 1086), сеньор де Мариско ─> 
линия Монморанси-Моррес

│   │   │   │   X 
Ришильда де Дуэ

│   │   │   │
│   │   │   ├─> 
Эрве

│   │   │   │
│   │   │   ├─> 
Обри

│   │   │   │
│   │   │   └─> 
Авуаза

│   │   │       X 
Нивелон II
, сеньор де Пьерфон
│   │   │
│   │   ├─> 
Эд

│   │   │
│   │   └─> 
Жоффруа Богатый
 (ум. после 1085) ─> 
сеньоры Жизора

│   │       
│   ├─> 
Гильдуин

│   │
│   ├─> 
Альберик I
 (ум. после 1060), 
коннетабль Франции

│   │
│   ├─> 
Эд

│   │
│   └─> 
Фульк
 ─> 
сеньоры де Бантелю, сиры де Жюйи

│
├─> 
Обри
 (ум. после 987), сеньор Вилье-ан-Анжу ─> 
сеньоры де Вилье

│
└─> 
Тибо
 ─> 
сеньоры де Бре, де Монлери и графы де Рошфор
```

## Сеньоры де Монморанси (XIII — XVI века)
```
Матье II Великий
 (ум. 1230), сеньор де Монморанси, 
коннетабль Франции

X 1) (1193) 
Гертруда де Нель-Суассон
 (ум. ок. 1222)
X 2) (1218) 
Эмма де Лаваль
 (ок. 1197/1198 — 1264)
│
├1> 
Бушар VI
 (ум. 1243), сеньор де Монморанси
│   X 
Изабелла де Лаваль

│   │
│   ├─> 
Матье III
 (ум. 1270), сеньор де Монморанси
│   │   X (до 1250) 
Жанна де Бриенн
 (ум. 1270)
│   │   │
│   │   ├─> 
Матье IV
 (ум. 1305), сеньор де Монморанси, 
адмирал Франции

│   │   │   X 1) (до 1273) 
Мария де Дрё
 (ок. 1261—1276)
│   │   │   X 2) (1278) 
Жанна де Леви
 (ум. 1307/1309)
│   │   │   │
│   │   │   ├2> 
Матье V
 (ум. 1305/1306), сеньор де Монморанси
│   │   │   │   X 
Жанна ле Бутейе де Санлис

│   │   │   │
│   │   │   ├2> 
Жан I
 (ум. 1326), сеньор де Монморанси
│   │   │   │   X 
Жанна де Кальто
 (ум. до 1350)
│   │   │   │   │
│   │   │   │   ├─> 
Шарль I
 (ум. 1381), сеньор де Монморанси, 
маршал Франции

│   │   │   │   │   X 1) (1331): 
Маргарита де Божё
 (ум. 1336)
│   │   │   │   │   X 2) (1341): 
Жанна де Руси
 (ум. 1361)
│   │   │   │   │   X 3) 
Пернель де Вилье

│   │   │   │   │   │
│   │   │   │   │   ├2> 
Жан
 (ум. 1352)
│   │   │   │   │   │
│   │   │   │   │   ├2> 
Маргарита
 (ум. после 1406)
│   │   │   │   │   │   X (1356): 
Роберт VII д'Эстутвиль
, сеньор де Вальмон (ум. 1396)
│   │   │   │   │   │
│   │   │   │   │   ├2> 
Жанна
 (ум. после 1364/1368), дама де Дамвиль
│   │   │   │   │   │   X  (1358) 
Ги Брюме де Лаваль
 (ум. ок. 1383)
│   │   │   │   │   │
│   │   │   │   │   ├2> 
Мария
 (ум. после 1372), дама д'Аржантан
│   │   │   │   │   │   X  1) 
Гийом д'Иври
 (ум. после 1368)
│   │   │   │   │   │   X  2) 
Жан II де Шатийон-сюр-Марн
 (ум. 1416)
│   │   │   │   │   │
│   │   │   │   │   ├3> 
Шарль
 (ум. 1369)
│   │   │   │   │   │
│   │   │   │   │   ├3> 
Жак
 (ум. 1414)
│   │   │   │   │   │   X  (1399) 
Филиппота де Мелён
, дама де Круазий (ум. 1420)
│   │   │   │   │   │   │
│   │   │   │   │   │   ├─> 
Жан II
 (ум. 1477), сеньор де Монморанси
│   │   │   │   │   │   │   X 1) (1422) 
Жанна де Фоссё
, дама де Нивель (ум. 1431)
│   │   │   │   │   │   │   X 2) (1454) 
Маргарита д'Оржемон
 (ум. 1484/1488)
│   │   │   │   │   │   │   │
│   │   │   │   │   │   │   ├1> 
Жан I де Нивель
 (1422—1477) ─> 
линия Монморанси-Нивель

│   │   │   │   │   │   │   │   X (до 1455) 
Гудула Вилен

│   │   │   │   │   │   │   │
│   │   │   │   │   │   │   ├1> 
Луи I де Фоссё
 (ум. 1490) ─> 
линия 
Монморанси-Фоссё

│   │   │   │   │   │   │   │
│   │   │   │   │   │   │   ├2> 
Гийом
 (1454—1531), барон де Монморанси
│   │   │   │   │   │   │   │   X (1484) 
Анна Пот
, графиня де Сен-Поль (ум. 1510)
│   │   │   │   │   │   │   │   │
│   │   │   │   │   │   │   │   ├─> 
Жан
 (ум. до 1516), сеньор д'Экуан
│   │   │   │   │   │   │   │   │   X (1510) 
Анна де Ла Тур д'Овернь
, дама де Монгаскон (ум. 1530)
│   │   │   │   │   │   │   │   │
│   │   │   │   │   │   │   │   ├─> 
Анна
 (ум. 1525)
│   │   │   │   │   │   │   │   │   X (1517) 
Ги XVI де Монфор
, граф де Лаваль (1476—1531)
│   │   │   │   │   │   │   │   │
│   │   │   │   │   │   │   │   ├─> 
Анн
 (1492—1567), герцог де Монморанси, 
коннетабль Франции
 ─> 
герцоги де Монморанси

│   │   │   │   │   │   │   │   │
│   │   │   │   │   │   │   │   ├─> 
Луиза
 (ум. 1541)
│   │   │   │   │   │   │   │   │   X 1) (1511) 
Ферри де Майи
, барон де Конти
│   │   │   │   │   │   │   │   │   X 2) (1514) 
Гаспар I де Колиньи
 (ум. 1522)
│   │   │   │   │   │   │   │   │
│   │   │   │   │   │   │   │   ├─> 
Франсуа
 (ум. 1551), сеньор де Ла Рошпо
│   │   │   │   │   │   │   │   │   X (1524) 
Шарлотта д'Юмьер
, дама д'Оффемон (ум. 1558)
│   │   │   │   │   │   │   │   │
│   │   │   │   │   │   │   │   ├─> 
Филипп
 (ум. 1519), епископ Лиможский
│   │   │   │   │   │   │   │   │
│   │   │   │   │   │   │   │   └─> 
Мария
, аббатиса в Мобюиссоне
│   │   │   │   │   │   │   │
│   │   │   │   │   │   │   ├2> 
Филиппа
 (ум. 1516), дама де Витри-ан-Бри
│   │   │   │   │   │   │   │   X 1) (1465) 
Шарль де Мелён
, барон де Ланда (ум. 1468)
│   │   │   │   │   │   │   │   X 2) (1472) 
Гийом Гуфье
, барон де Роанне (ум. 1495)
│   │   │   │   │   │   │   │
│   │   │   │   │   │   │   └2> 
Маргарита
 (ум. 1498), дама де Конфлан
│   │   │   │   │   │   │       X (1471) 
Никола д'Англюр
 (ок. 1440—1516), барон де Бурлемон
│   │   │   │   │   │   │
│   │   │   │   │   │   ├─> 
Филипп
 (ум. 1473/1474), сеньор де Круазий
│   │   │   │   │   │   │   X 1) 
Маргарита де Бур

│   │   │   │   │   │   │   X 2) 
Гертруда де Реймерсвайле

│   │   │   │   │   │   │   X 3) (1467) 
Антуанетта д'Онши
, дама де Сен-Лё (ум. после 1474)
│   │   │   │   │   │   │
│   │   │   │   │   │   ├─> 
Пьер
 (ум. до 1422)
│   │   │   │   │   │   │
│   │   │   │   │   │   ├─> 
Дени
 (ум. 1473), епископ Арраса
│   │   │   │   │   │   │
│   │   │   │   │   │   ├─> (бастард) 
Жак
 (ум. после 1459)
│   │   │   │   │   │   │
│   │   │   │   │   │   ├─> (бастард) 
Дениза

│   │   │   │   │   │   │   X 
Робер Ангерран

│   │   │   │   │   │   │
│   │   │   │   │   │   └─> (бастард) 
Жанна
 (ум. после 1454)
│   │   │   │   │   │       X 
Луи де Коши
, сеньор де Монтреролье
│   │   │   │   │   │
│   │   │   │   │   ├3> 
Филипп
 (ум. 1425)
│   │   │   │   │   │
│   │   │   │   │   └3> 
Дениза
 (ум. после 1452)
│   │   │   │   │       X  (1398) 
Ланселот Тюрпен
, сеньор де Криссе (ум. 1414)
│   │   │   │   │
│   │   │   │   ├─> 
Матье
 (ум. 1360), сеньор д'Авремениль ─> 
сеньоры д'Авремениль

│   │   │   │   │   X (до 1349): 
Эглантина де Вандом

│   │   │   │   │
│   │   │   │   ├─> 
Жан
, сеньор д'Аржантан
│   │   │   │   │
│   │   │   │   └─> 
Изабелла
 (ум. после 1341)
│   │   │   │       X (1336): 
Жан I де Шатильон-сюр-Марн
 (ум. 1363)
│   │   │   │
│   │   │   ├2> 
Алиса

│   │   │   │
│   │   │   └2> 
Изабелла

│   │   │       X 
Рорикон
, сеньор д'Анже (ум. ок. 1352)
│   │   │
│   │   ├─> 
Эрар
 (ум. до 1334), сеньор де Конфлан-Сент-Онорин
│   │   │   X 1) (1286): 
Жанна де Лонгваль

│   │   │   X 2) 
Клеманс де Мюре
 (ум. после 1334)
│   │   │
│   │   └─> 
Жанна

│   │       X 
Бодуэн де Гин
 (ум. после 1293)
│   │       
│   ├─> 
Тибо
 (ум. после 1268)
│   │
│   ├─> 
Авуаза
 (ум. до 1287)
│   │   X 
Ансо III де Гарланд
 (ум. до 1287), сеньор де Турнан
│   │
│   ├─> 
Марсилия
 (ум. после 1264)
│   │   X (до 1237) 
Матье де Три
, граф де Даммартен (ум. 1272)
│   │
│   ├─> 
Алиса
 (ум. после 1287)
│   │
│   ├─> 
Жанна

│   │
│   └─> 
N

│       X 
Роже де Розуа
 (ум. 1250)
│
├1> 
Матье
 (ум. 1250), сеньор д'Аттиши, граф Понтьё
│   X (1240/1241) 
Мария де Понтьё
 (до 1199 — 1250)
│
├1> 
Жан
 (ум. после 1226)
│
├2> 
Ги VII де Лаваль
 (ум. 1267) ─> 
дом Монморанси-Лаваль

│
└2> 
Авуаза де Лаваль
 (ум. после 1270)
    X (1239) 
Жак де Шато-Гонтье
```

## Линия Монморанси-Нивель
```
Жан I де Нивель
 (1422—1477)
X (до 1455) 
Гудула Вилен
 (ум. 1482 или 1483)
│
├─> 
Жан II
 (1461—1510), сеньор де Нивель
│   X (до 1496) 
Маргарета ван Хорн
 (ум. 1518)
│
├─> 
Жак (ум. после 1485)

│
├─> 
Филипп I
 (1466—1526), сеньор де Нивель
│   │   X (1496) 
Мария ван Хорн
 (1476—1558)
│   │
│   ├─> 
Фредерик

│   │
│   ├─> 
Жозеф
 (после 1496—1530), сеньор де Нивель
│   │   X (1523) 
Анна ван Эгмонт
 (ум. 1574)
│   │   │
│   │   ├─> 
Филипп II
 (ок. 1526—1568), граф ван Хорн
│   │   │   X (1546) графиня 
Анна Вальбурга фон Нойенар
 (1522—1600)
│   │   │   │
│   │   │   └─> 
Филипп
 (ум. ок. 1568)
│   │   │
│   │   ├─> 
Флоран
 (1528—1570), сеньор де Монтиньи
│   │   │   X (1565) 
Элен де Мелён
 (ум. 1590)
│   │   │   │
│   │   │   ├─> 
Филипп
 (1568)
│   │   │   │
│   │   │   └─> 
Флорис
 (1568—1570)
│   │   │
│   │   ├─> 
Мария
 (ум. 1570), дама де Конде
│   │   │   X 1) (ок. 1550) граф 
Шарль II де Лален
 (ум. 1558)
│   │   │   X 2) (1562) граф 
Петер Эрнст I фон Мансфельд
 (1517—1604)
│   │   │
│   │   └─> 
Элеонора
 (ум. после 1585)
│   │       X 1) (ок. 1542) 
Понтюс де Лален
, сеньор де Бюньикур (ок. 1508—1558)
│   │       X 2) (ок. 1560): 
Антуан II де Лален
, граф ван Хогстратен (ум. 1568)
│   │
│   ├─> 
Робер
 (ум. 1554), сеньор де Вим
│   │   X 
Жанна де Байёль
 (ум. 1565)
│   │
│   ├─> 
Филипп
 (ум. 1566), сеньор д'Ашикур
│   │
│   ├─> 
Изабо

│   │   X (1529) Жоашен де Анже, сеньор де Муайенкур
│   │
│   ├─> 
Маргарита
 (ум. 1570)
│   │   X 
Робер де Лонгваль
, сеньор де Латур и де Варлен (ум. 1559)
│   │
│   ├─> 
Мария
 (ум. 1531)
│   │
│   ├─> 
Элен
 (ум. 1568)
│   │
│   ├─> 
Клод
 (ок. 1498—1564)
│   │
│   └─> 
Франсуаза
 (1511—1570), дама де Монтиньи, Вим и Льенкур
│
├─> 
Шарль
 (1467)
│
├─> 
Марк

│
├─> 
Маргарита де Монморанси
 (ум. после 1517)
│   X 
Арнольд II ван Хорн
 (ум. 1505), граф ван Уткерке
│
└─> 
Онорина де Монморанси
 (ум. 1510)
    X 1) (до 1485): 
Никола де Сент-Альдегонд
, сеньор де Нуаркарм
    X 2) 
Шарль де Рюбампре
, виконт де Монтенекен
```

## Герцоги де Монморанси
```
Анн
 (1492—1567), герцог де Монморанси, 
коннетабль Франции

X (1529) 
Мадлен Савойская
 (ок. 1510—1586)
│
├─> 
Франсуа
 (1530—1579), герцог де Монморанси, 
маршал Франции

│   X 1) (1553) 
Жанна д'Альвен

│   X 2) 
Диана де Валуа
 (1538—1619)
│   │
│   └2> 
Анна
 (ум. до 1579)
│
├─> 
Анри I
 (1534—1614), герцог де Монморанси, 
маршал Франции
 и 
коннетабль Франции

│   X 1) (1558) 
Антуанетта де Ла Марк
 (1542—1591)
│   X 2) (1593) 
Луиза де Бюдо
 (1575—1598)
│   X 3) (1601) 
Лоранс де Клермон
 (1571—1654)
│   │
│   ├1> 
Шарлотта
 (1572—1636), графиня д'Але и дю Флес
│   │   X (1591) 
Шарль де Валуа
, герцог Ангулемский (1573—1650)
│   │
│   ├1> 
Эркюль
 (1572—1593), граф д'Оффемон
│   │
│   ├1> 
Маргарита
 (1577—1660)
│   │   X (1593) 
Анн де Леви
 (ум. 1624), герцог де Вантадур
│   │
│   ├1> 
Анри
 (1581—1583)
│   │
│   ├2> 
Шарлотта-Маргарита
 (1594—1650), герцогиня де Монморанси
│   │   X (1609) 
Анри II де Бурбон
, принц де Конде (1588—1646)
│   │
│   └2> 
Анри II
 (1595—1632), герцог де Монморанси и Дамвиль, 
маршал Франции
 и 
адмирал Франции

│       X 1) (1608—1609) 
Анна де Сепо
, герцогиня де Бопрео (1588—1620)
│       X 2) (1612) 
Мария Феличе Орсини
 (1600—1666)
│
├─> 
Шарль
 (1537—1612), герцог де Дамвиль, 
адмирал Франции

│   X (1572) 
Рене де Коссе
 (ум. 1622), графиня де Сегондиньи
│
├─> 
Габриель
 (1541—1562), барон де Монберон
│
├─> 
Гийом
 (1546/1547—1593), сеньор де Торе
│   X 1) (1561) 
Леонор д'Юмьер
 (ум. 1563)
│   X 2) (1581) 
Анна де Лален
 (ум. 1613)
│   │
│   ├2> 
Мадлен
 (1582—1615), дама де Монберон
│   │   X (1597) 
Анри де Люксембург-Линьи
, герцог де Пине-Люксембург (1582—1616)
│   │
│   └2> 
Гийом
 (1594—1614), сеньор де Торе и Данжю
│
├─> 
Элеонора
 (ок. 1528—1556)
│   X (1547) 
Франсуа III де Ла Тур д'Овернь
, виконт де Тюренн (1526—1557)
│
├─> 
Жанна
 (1528—1596)
│    X (1549) 
Луи III де Ла Тремуй
, герцог де Туар (1521—1577)
│
├─> 
Катрин
 (1532—1624)
│    X (1553) 
Жильбер III де Леви
, герцог де Вантадур (ум. 1591)
│
├─> 
Мария

│    X (1567) 
Анри де Фуа-Кандаль
 (ум. 1572), граф д'Астарак и Кандаль
│
├─> 
Анна
 (ум. 1588), аббатиса в Кане
│
├─> 
Луиза
 (ум. после 1563), аббатиса в Жерси
│
└─> 
Мадлен
 (ум. 1598), аббатиса в Кане
```